# Parafia Matki Boskiej Bolesnej w Nysie
Parafia Matki Boskiej Bolesnej w Nysie – rzymskokatolicka parafia położona w metropolii katowickiej, diecezji opolskiej, w dekanacie nyskim.

## Zasięg parafii
Do parafii należą wierni z północno-wschodniej części miasta, zwanej Górną Wsią (ulice: Augustowska, Baczyńskiego, Bończyka, Brzechwy, Bzów, Chocimska, Długosza, Dygasińskiego, Falskiego, Fałata, Fredry, Gałczyńskiego, Gombrowicza, Grzegorza z Sanoka, Grunwaldzka, Henryka Pobożnego, Iwaszkiewicza, Jeziorna, Karpińskiego, Kasprowicza, Kisielewskiego, Kochanowskiego, Komisji Edukacji Narodowej, Konopnickiej, Korfantego, Kozielska, Krasickiego, Kwiatowa, Lelewela, 11 Listopada, 3 Maja, Makuszyńskiego, Mickiewicza, Modrzewskiego, Nałkowskiej, Narcyzów, Niezapominajek, Opawska, Orzeszkowej, Osmańczyka, Pomorska, Powstańców Śląskich, Prusa (numery parzyste), Przemyska, Pułaskiego, Reja, Rodziewiczówny, Róż, Słowackiego, Sienkiewicza, Stawowa, Stęczyńskiego, Stokrotek, Sudecka (numery 12-34), Tuwima, Unii Lubelskiej, Wańkowicza, Wasylewskiego, Zapolskiej, Zbaraska, Zygmuntowska, Żeromskiego i Żeleńskiego-Boya). Parafia liczy około 8500 wiernych.

## Historia parafii
W marcu 1892 roku do Nysy przybyli pierwsi zakonnicy z zakonu werbistów, którzy zamierzali utworzyć na terenie zakupionego przez siebie majątku w Górnej Wsi pierwszy na terenie Niemiec dom misyjny. Wyboru lokalizacji nowego kościoła i klasztoru dokonał jego założyciel – Arnold Janssen, który uczynił to pod wpływem inspiracji Państwa Huch.
W ciągu kilkunastu lat udało im się wybudować obszerny klasztor oraz szkołę (prywatne gimnazjum) tzw. Święty Krzyż, na terenie ówczesnej parafii św. Jana Chrzciciela w Średniej Wsi. W 1941 roku na bazie tego zgromadzenia kardynał Adolf Bertram utworzył nową parafię, która obejmowała Górną Wieś. Dekretem biskupa opolskiego Franciszka Jopa z 1979 roku parafia została poszerzona o wiernych z 13 ulic z parafii św. Jakuba. 

### Proboszczowie
Proboszczami parafii byli:
| L.p. | Lata zarządzania | Imię i nazwisko              | Informacje dodatkowe                                 |
| ---- | ---------------- | ---------------------------- | ---------------------------------------------------- |
| 1    | 1941 – 1945      | o. Alojzy Wittwer, SVD       | Zmarł w 1970 r.                                      |
| 2    | 1945 – 1946      | o. Bolesław Cisz, SVD        | Obecnie misjonarz w Brazylii                         |
| 3    | 1946 – 1947      | o. Sylwester Pietruszka, SVD | Zmarł w 1993 r.                                      |
| 4    | 1947 – 1948      | o. Alfons Sawicki, SVD       | Zmarł w 1995 r.                                      |
| 5    | 1948 – 1951      | o. Aleksander Chudoba, SVD   | Zmarł w 1995 r.                                      |
| 6    | 1951 – 1957      | o. Alfons Boniewicz, SVD     | Zmarł w 1992 r.                                      |
| 7    | 1957 – 1963      | o. Jan Mazantowicz, SVD      | Zmarł w 1967 r.                                      |
| 8    | 1963 – 1966      | o. Franciszek Wardowski, SVD | Zmarł w 1985 r.                                      |
| 9    | 1966–1973        | o. Adam Krawiec, SVD         | Zmarł w 1987 r.                                      |
| 10   | 1973 – 1974      | o. Józef Grzesik, SVD        | Misjonarz w Niemczech                                |
| 11   | 1974 – 1980      | o. Jan Skowronek, SVD        | Zmarł w 1993 r.                                      |
| 12   | 1980 – 1986      | o. Alfons Kubica, SVD        | Zmarł w 1991 r.                                      |
| 13   | 1986 – 1992      | o. Marian Laban, SVD         | Misjonarz na Małdytach.                              |
| 14   | 1992 – 1996      | o. Marian Faliszek, SVD      | Misjonarz w Papui-Nowej Gwinei                       |
| 15   | 1996 – 2008      | o. Jan Pilek, SVD            | Duszpasterz w Rybniku                                |
| 16   | 2008 – 2016      | o. Krzysztof Łukoszczyk, SVD | Zmarł w 2019 roku                                    |
| 17   | 2016 – 2024      | o. Damian Piątkowiak, SVD    | Od 2024 proboszcz nowej parafii werbistów w Poznaniu |
| 18   | od 2024          | o. Radosław Gawryś SVD       |                                                      |

## Kościół
Kościół został wybudowany w 1907 roku w stylu neogotyckim. Jego uroczysta konsekracja miała miejsce 28 września 1924 roku w obecności kardynała Bertrmama.